# Герб Пуебли
Ге́рб Пуе́бли, столиці однойменного мексиканського штату, має пропорції 3:4. Він розділений на чотири полч з додатковими елементами.

## Опис
Герб Пуебла складається зі щита, розділеного на чотири чверті; у першій зеленій чверті зображено срібну фабрику, котушку та зубчасте колесо; у другій синій - срібну греблю та гідроелектростанцію, з чорною електровежею; у третьому срібному - рука, що тримає гвинтівку на тлі червоного вогню; у четвертій синьо-золото-зеленій - апаросток в руці. У центрі розміщено невеликий щит із зображенням гірського ландшафту (Цитлальтепетль, Попокатепетль, Іштаччіуатль та Маліцин) на тлі сходу сонця з текстом "5 ТРАВНЯ 1862" - датою, коли мексиканська армія на чолі з Ігнасіо Сарагосою розгромила французьку армію під час запрошення 1862 року. 
Щит має білу облямівку з легендою «Unidos en el tiempo, en el esfuerzo, en la justicia y en la esperanza» («Об'єднані в часі, у зусиллях, у справедливості та в надії»).
Щит увінчаний профілями чотирьох гір, якими є Сітлальтепетль або Піко-де-Орізаба, Попокатепетль, Ізтачіуатль і Матлакуейтль або Малінче. Комплекс оточений двома висхідними пернатими зміями, хвости яких є колосками, і які тримають маску Тлалока на чотирьох горах. На зміях помітні сліди людських ніг, і кожна з них несе по чотири сонця.
Під попереднім набором є стрічка з легендою «Estado Libre y Soberano de Puebla» («Вільна і суверенна держава Пуебла»).

## Інтерпретація
- Перша чверть представляє текстильну промисловість Пуебли, започатковану Естебаном де Антуньяно. Саме в Пуеблі були засновані перші заводи в країні.
- Друга чверть представляє дамбу Некакса, побудовану за часів Порфіріо Діаса на півночі Пуебла. Це перша електростанція, побудована в Мексиці.
- Третя чверть представляє лібертаріанську боротьбу мексиканського народу. А точніше, це повстання братів Сердана, які, будучи першими, хто піднявся відповідно до плану Сан-Луїса Франциско I. Мадеро, розпочали Мексиканську революцію.
- Четверта чверть представляє землеробство кукурудзи, яке почалося в долині Теуакан, на території Пуебла, і чиї найдавніші залишки були знайдені в печері Коксатлан.

Пернаті змії представляють Кетцалькоатля, творця людства нинішньої космічної ери, керованої П'ятим Сонцем, Сонцем Руху (Науї Оллін). З цієї причини він позначений слідами людей попередніх епох. Космогонічні сонця, які несуть спини змій, нагадують нам минуле людства, яке проєктується в майбутнє.
Гори представляють найважливіші височини штату Пуебла, які він поділяє зі своїми сусідами. Три з них також є найвищими в країні.
Маска Тлалока символізує дощ і, як наслідок, життя, кристалізоване в колосках кукурудзи, які змії носять на своїх хвостах. На вершині бог Тлалок, гори Сітлальтепетль, Ізтачіуатль і Попокатепетль; Матлакуель або Малінче.